# Pilklotspindel
Pilklotspindel (Theridion pictum) är en spindelart som först beskrevs av Charles Athanase Walckenaer 1802.  Pilklotspindel ingår i släktet Theridion och familjen klotspindlar. Arten är reproducerande i Sverige. Inga underarter finns listade i Catalogue of Life.